# Ерошенко, Никифор Михайлович
Никифор Михайлович Ерошенко (?—1917) — российский хоровой дирижёр и музыкальный педагог.

## Биография
Его педпгогическая деятельность началась в сельской школе. С 1892 года он работал преподавателем русского языка и пения в Кишинёвском военном училище; Бессарабской администрацией был приглашён руководить сводным хором учащихся народных школ и руководителем курсов пения народных учителей.
С 1897 года работал в Одессе – хормейстером и преподавателем в нескольких гимназиях города.
Автор кантаты «Бородино».
Умер 6 (19) февраля 1917 года в Херсоне.